# Jocurile Olimpice de Tineret 2012
Jocurile Olimpice de Tineret 2012 au fost primele Jocuri Olimpice pentru tineret de iarnă și s-au desfășurat în Innsbruck.